# Heinrich Gollwitzer
Heinrich Gollwitzer (ur. 30 października 1923 w Norymberdze) – niemiecki strzelec, olimpijczyk.
Gollwitzer wystąpił na Letnich Igrzyskach Olimpijskich 1960 jako członek Wspólnej Reprezentacji Niemiec. Wystartował w pistolecie szybkostrzelnym z 25 m, w którym uplasował się na 20. miejscu.

## Wyniki

### Igrzyska olimpijskie
| Igrzyska  | Konkurencja                   | Wynik              | Miejsce | Źródło |
| --------- | ----------------------------- | ------------------ | ------- | ------ |
| Rzym 1960 | Pistolet szybkostrzelny, 25 m | 575 pkt. (290–285) | 20      | [ 1 ]  |